# Томбенсе
ФК Томбенсе (порт. Tombense Futebol Clube) — бразильський професійний футбольний клуб із міста Томбус, штат Мінас-Жерайс, Бразилія, зазвичай відомий як «Томбенсе». Клуб заснований 7 вересня 1914 року. Клуб став професійним лише в 1999 році.